# Zoropsis
Zoropsis es un género de arañas de la familia Zoropsidae. El género fue descrito en 1878 por Eugène Simon.

## Especies
- Zoropsis albertisi Pavesi, 1880 (Túnez)

- Zoropsis beccarii Caporiacco, 1935 (Turquía)

- Zoropsis bilineata Dahl, 1901 (Mallorca, Marruecos, Argelia)

- - Zoropsis bilineata viberti Simon, 1910 (Argelia)

- Zoropsis coreana Paik, 1978 (Corea)

- Zoropsis kirghizicus Ovtchinnikov & Zonstein, 2001 (Kirguistán)

- Zoropsis lutea (Thorell, 1875) (Mediterráneo Oriental, Irán, Ucrania)

- Zoropsis markamensis Hu & Li, 1987 (China)

- Zoropsis media Simon, 1878 (Mediterráneo Occidental)

- Zoropsis oertzeni Dahl, 1901 (Italia, Grecia, Balcanes, Turquía)

- Zoropsis pekingensis Schenkel, 1953 (China)

- Zoropsis rufipes (Lucas, 1838) (Islas Canarias, Madeira)

- Zoropsis saba Thaler & van Harten, 2006 (Yemen)

- Zoropsis spinimana (Dufour, 1820) (desde el Mediterráneo hasta Rusia (EE. UU., introducido))

- Zoropsis thaleri Levy, 2007 (Israel)